# シマノ・ALFINE
ALFINE（アルフィーネ）は、株式会社シマノが開発、販売するシティサイクル向けコンポーネントである。

## 概要
シマノのラインナップでは、レース向けを目的としない、シティバイク向けコンポーネントとしては、高級グレードに位置する。さらに上位としてNEXAVE C810が存在するが、これは電子制御式のやや特殊なコンポーネントであることを考えれば、通常の自転車向けとしてはALFINEが実質的な最高級機種といえる。
リアハブ（軸幅135ミリ）には、内装式11速変速機SG-S700
を搭載し、ディスクブレーキにも対応する。ブレーキには油圧式ディスクブレーキに加え、機械式ディスクブレーキも用意されている。チェーンホイールにはチェーンガードが標準装備である。シフトレバーは指先だけの操作でアップ/ダウンが可能な、2本のレバーを用いるラピッドファイヤー式となる。
また、シティバイクとしての実用性・安全性を高めるため、ハブダイナモと、ハブダイナモつきのホイールセットが用意され、このコンポーネントの性格が現れている。
2012年 - Di2追加　ALFINE S705 シリーズ
2014年 - トップノーマルに変更　ALFINE S7000 シリーズ
(変速操作が、ワイヤーを引っ張ると軽いローギアになりNEXUSと差別化)